# Bomolocha cervinalis
Bomolocha cervinalis är en fjärilsart som beskrevs av Heinrich Benno Möschler. Bomolocha cervinalis ingår i släktet Bomolocha och familjen nattflyn. Inga underarter finns listade i Catalogue of Life.